# 姆韦鲁湖
姆韦鲁湖（Lake Mweru）位于赞比亚和刚果民主共和国边境，面积约5,120平方公里。
姆韦鲁（Mweru）在班图语中意为“湖”。